# Pantein
Pantein, is een Nederlandse organisatie die zich richt op zorg in het Land van Cuijk en Noord-Limburg. Ook levert ze thuiszorg in Noord-Oost Brabant.
Pantein bestaat uit de volgende onderdelen:
- Thuiszorg Pantein;
- Maasziekenhuis Pantein;
- Zorgcentra Pantein.

## Projecten
Pantein is verantwoordelijk voor de bouw van enkele verzorgingstehuizen en appartementencomplexen. In 2011 is in Beugen de volledige nieuwbouw van een ziekenhuis, ter vervanging van het verouderde Maasziekenhuis te Boxmeer, opgeleverd op industrieterrein Sterckwijk.